# 上薩加里夫卡
51°4′30″N 33°46′35″E / 51.07500°N 33.77639°E
上薩哈里夫卡（烏克蘭語：Верхня Сагарівка）是位於烏克蘭東北部的村莊，由蘇梅州科諾托普區的布林市鎮負責管轄。該村處於捷爾恩河左岸，分別距離沃茲涅先卡2公里和葉爾奇哈2.5公里，海拔高度153米，2001年人口375。